# Irisbus Proxys

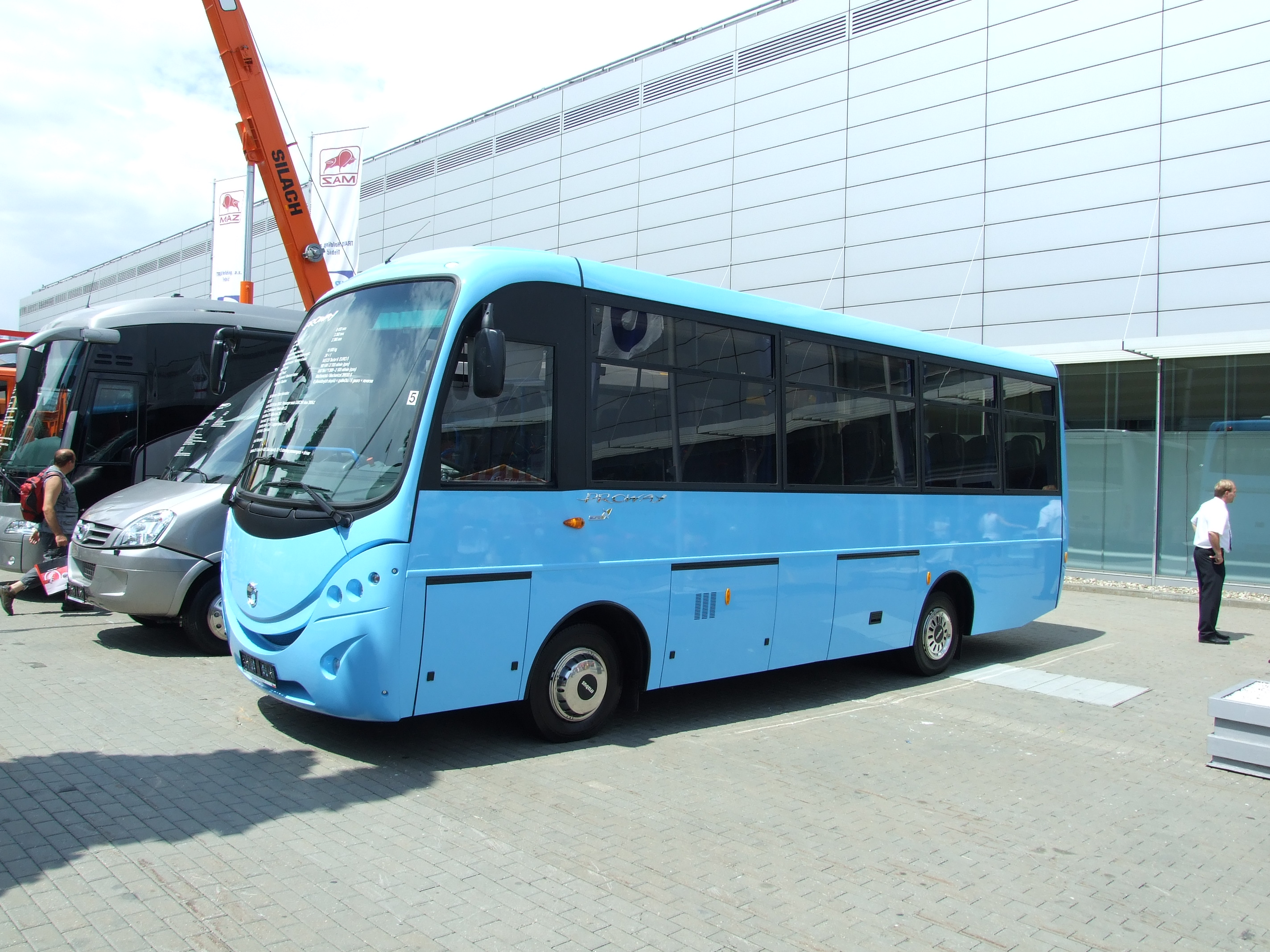
Irisbus Proway

Irisbus Proxys — туристический автобус среднего класса, выпускаемый французской компанией Irisbus в 2005—2013 годах.

## История
Кузов автобуса разработан итальянской компанией Cacciamali. С 2003 года (официально с 2005 года) автобус Irisbus Proxys производился во Франции, затем в 2008 году автобус был передан в Италию.
Модель базирована на шасси Irisbus EuroRider. Подвеска автобуса пневматическая.
Также существовал междугородный автобус Irisbus Proway.

## Технические характеристики
|                         | Укороченный вариант                                 | Удлинённый вариант                                  |
| ----------------------- | --------------------------------------------------- | --------------------------------------------------- |
| Длина                   | 7650 мм                                             | 8450 мм                                             |
| Ширина                  | 2390 мм                                             | 2390 мм                                             |
| Высота Proway           | 3100 мм                                             | 3100 мм                                             |
| Высота Proxys           | 3300 мм                                             | 3300 мм                                             |
| Колёсная база           | 3690 мм                                             | 4185 мм                                             |
| AV-консоль              | 1730 мм                                             | 1730 мм                                             |
| AR-консоль              | 2330 мм                                             | 2535 мм                                             |
| Диаметр рулевого колеса | 12900 мм                                            | 14440 мм                                            |
| Двигатель               | IVECO F4A Tector 6 (Евро-5) EEV                     | IVECO F4A Tector 6 (Евро-5) EEV                     |
| Мощность                | 217 л. с. / 160 kW                                  | 217 л. с. / 160 kW                                  |
| Трансмиссия             | Механическая ZF 6S700 или автоматическая ZF 6AS 700 | Механическая ZF 6S700 или автоматическая ZF 6AS 700 |
| Вместимость Proxys      | 26                                                  | 30                                                  |
| Вместимость Proway      | 30 мест                                             | 34 места                                            |
| Двери                   | Передняя + средняя                                  | Передняя + средняя                                  |
| Багажник                | Proway = 2,3 м                                      | Proxys = 4,3 м                                      |

## Галерея

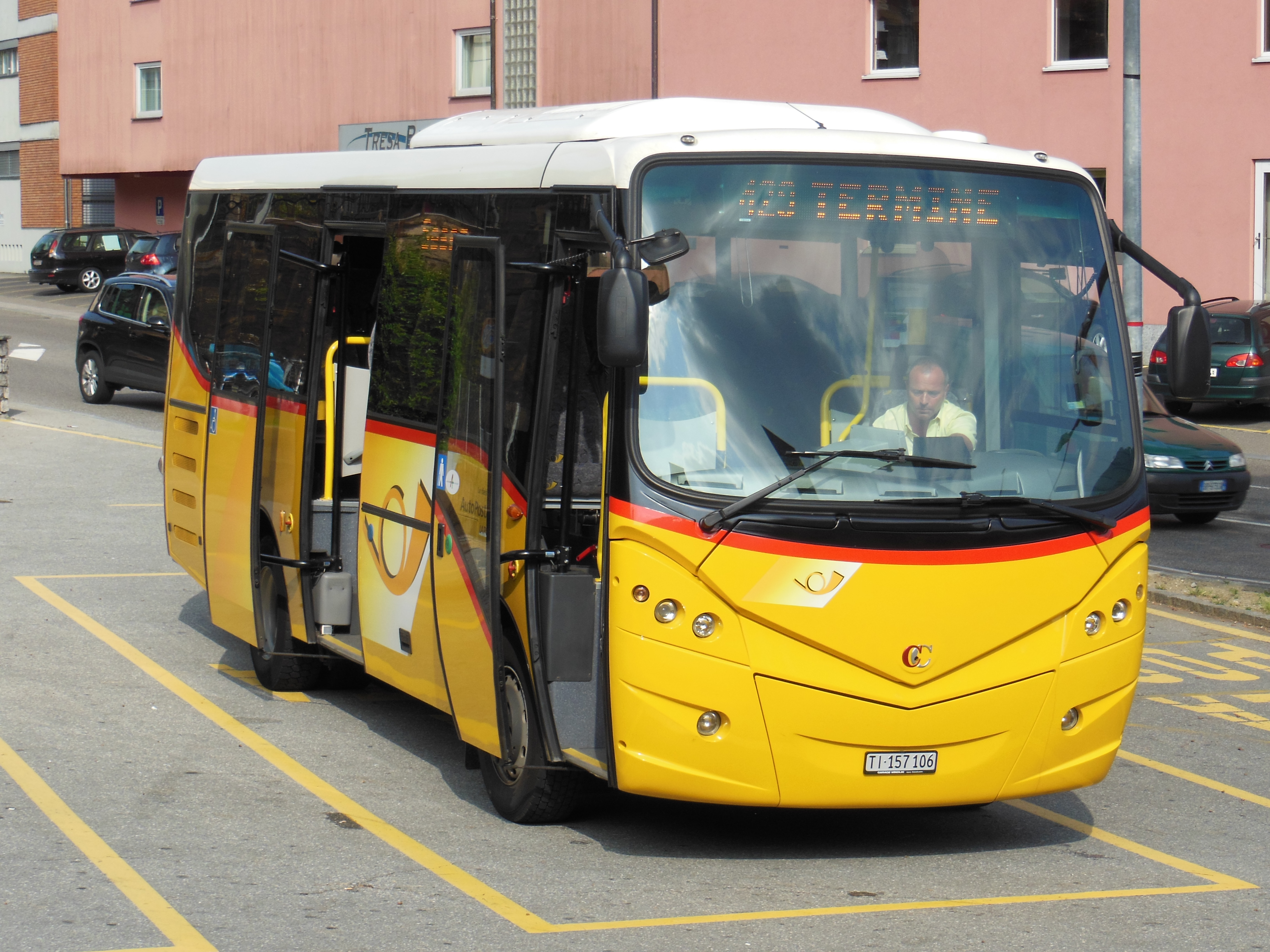
Cacciamali TCI 840 GT
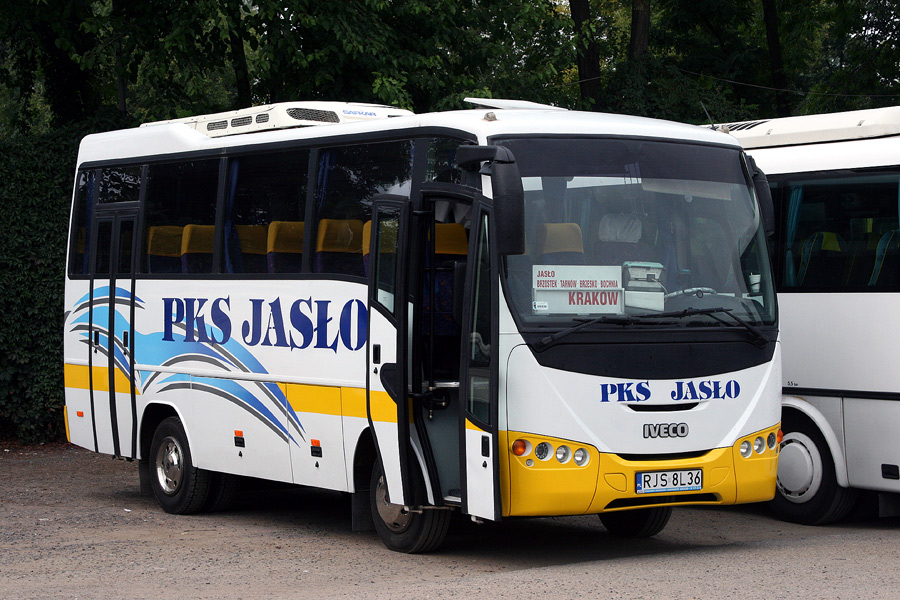
Iveco Eurobus
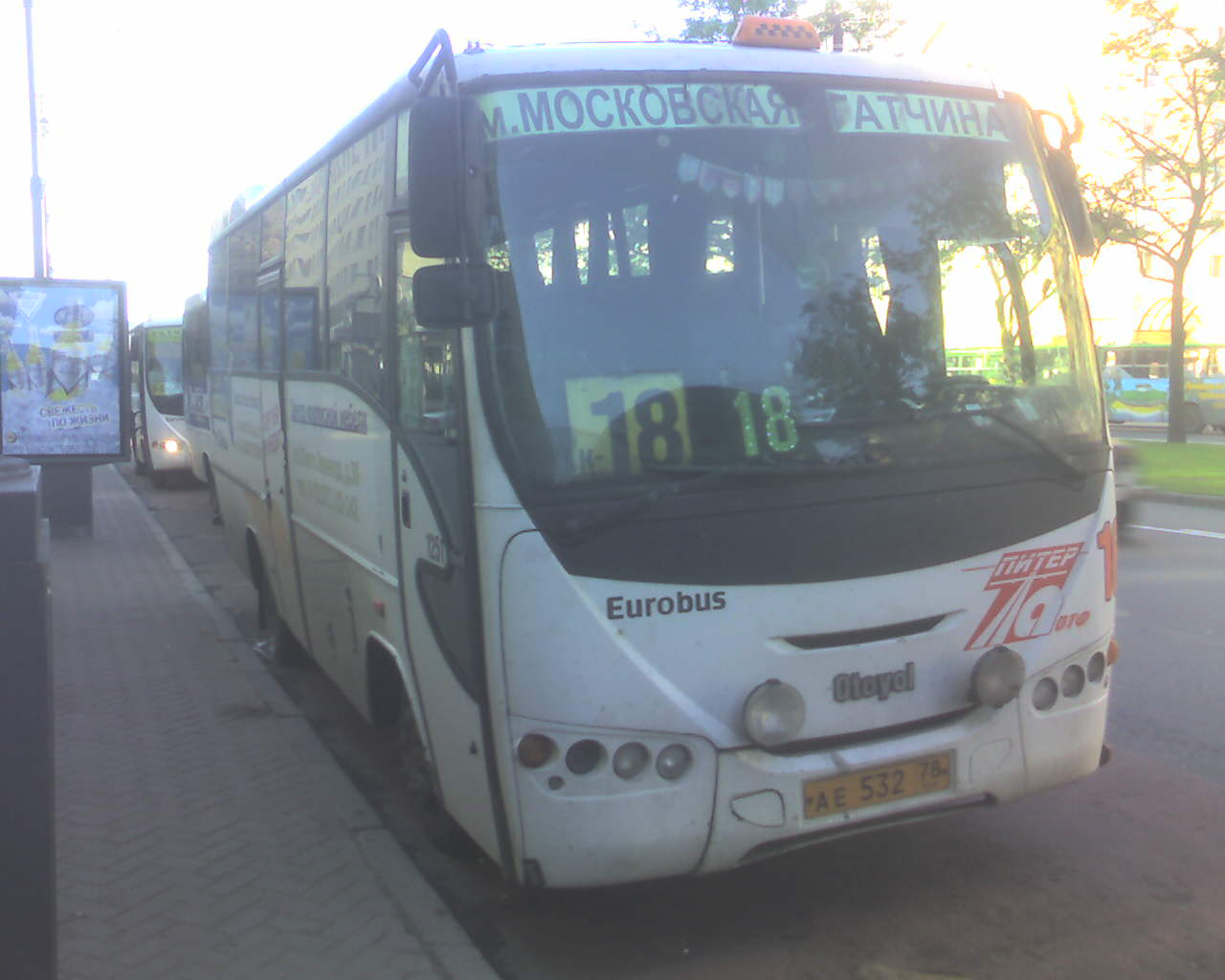
Otoyol E29.14
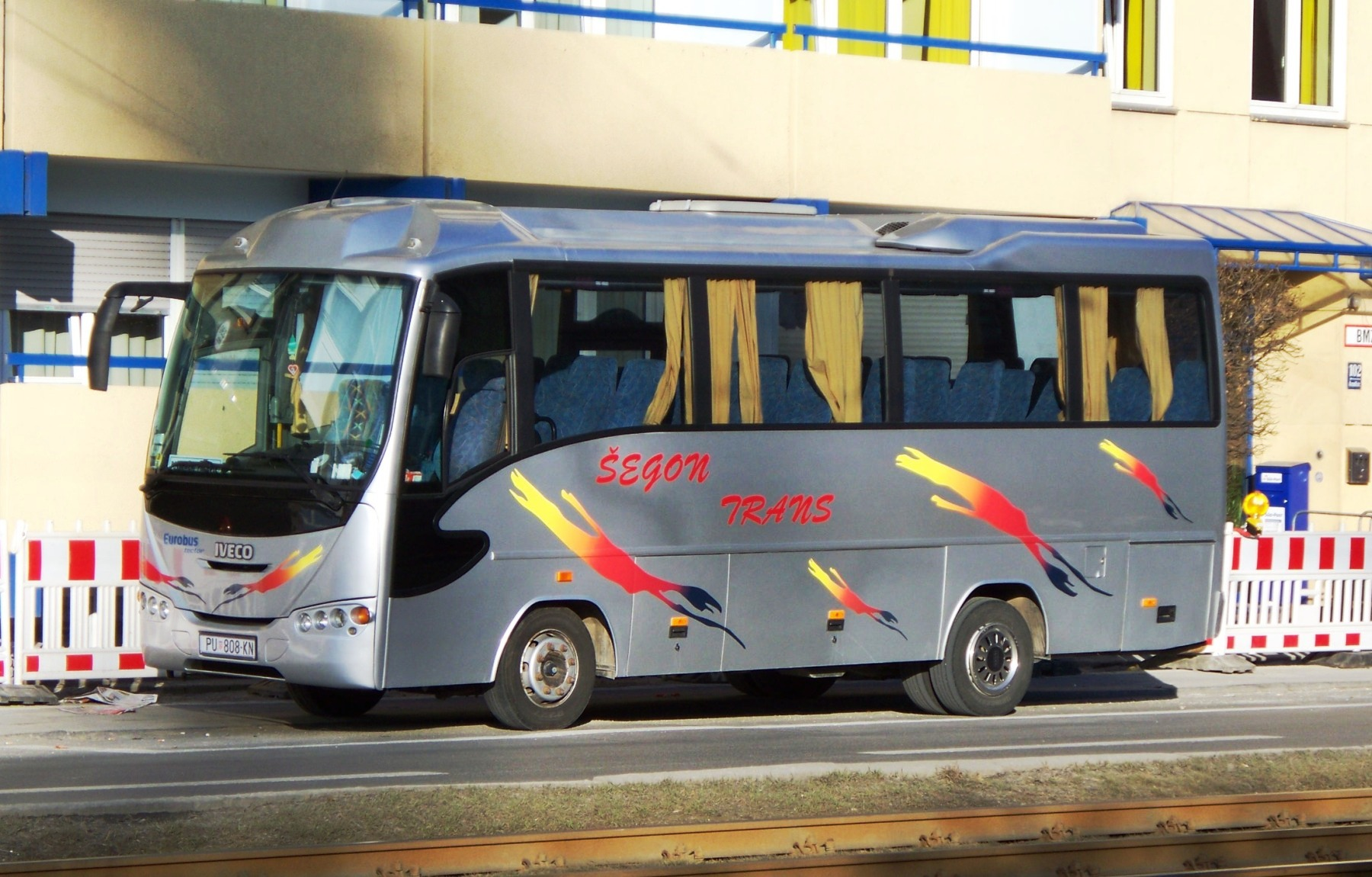
Iveco Eurobus
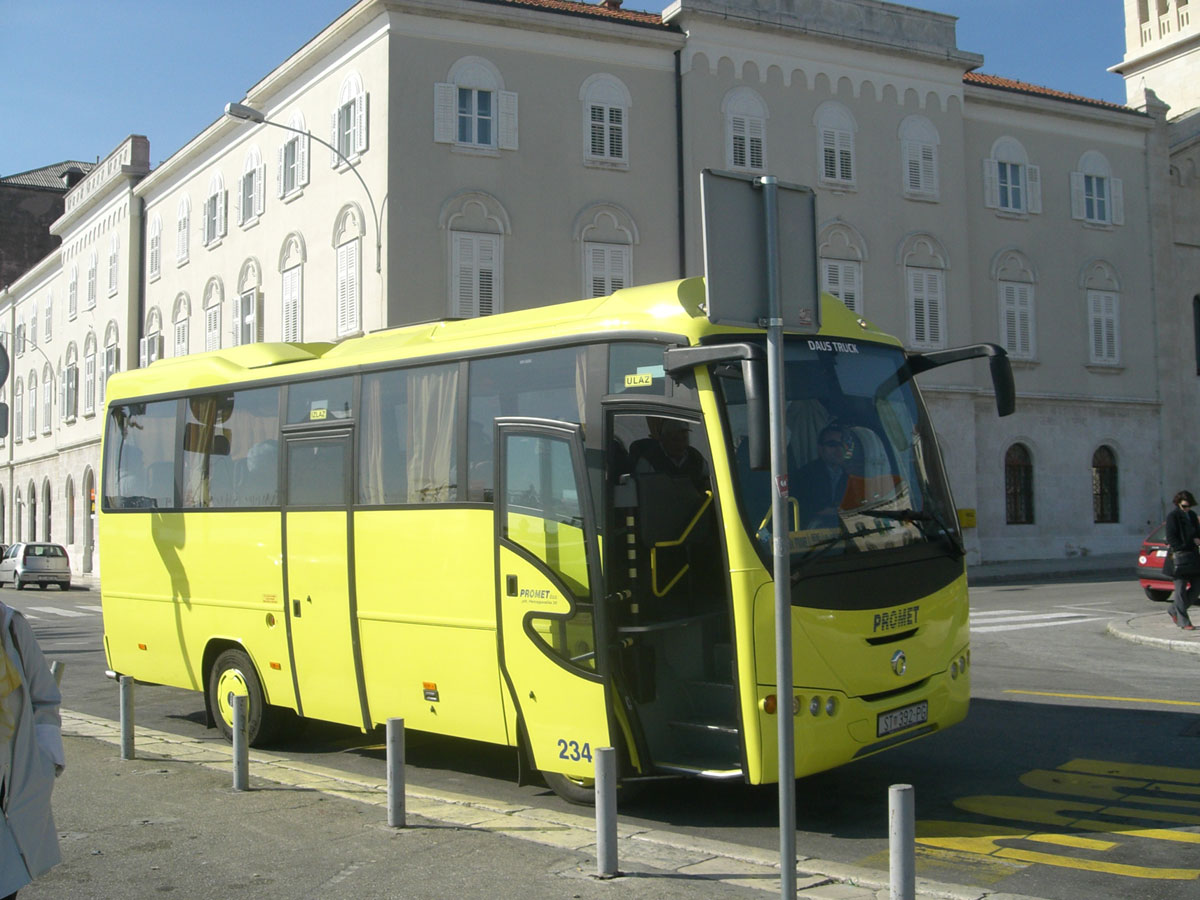
Irisbus Proway